# Organização autônoma descentralizada
Uma organização autônoma descentralizada ou DAO (do inglês decentralized autonomous organization) é uma organização cujas regras são especificadas através de programas de computador conhecidos como contratos inteligentes, os quais são executados e validados por uma blockchain. As características de banco de dados distribuído da blockchain fazem com que as regras da organização sejam aplicadas pelo próprio código que define a organização, tornando, assim, as organizações autônomas descentralizadas autogovernadas.
Organizações autônomas descentralizadas buscam possibilitar, por um lado, que colaboradores da organização mantenham controle direto em tempo real dos fundos investidos na organização, e por outro, que as regras de governança corporativa da organização sejam formalizadas e aplicadas automaticamente através de software. 

## Descrição técnica
Do ponto de vista técnico, uma organização autônoma descentralizada é um programa (contrato inteligente) que é executado de forma distribuída por usuários de uma blockchain. Especificamente, a blockchain provê à organização um livro-razão distribuído cujas entradas são impossíveis de forjar, devido ao uso de assinaturas digitais e da validação realizada pelos mineradores participantes da blockchain. A validação descentralizada das interações dos participantes da organização elimina a necessidade de um terceiro de confiança mútua na transação, permitindo a colaboração anônima de pessoas mutuamente desconfiadas. 
O contrato inteligente da organização define as interações possíveis entre os membros da organização. Usos comuns são possibilitar votações e outras formas de estruturas democráticas de diversos níveis de complexidade, sendo possível até mesmo replicar a estrutura de entidades governamentais modernas em código. Essa estrutura de decisão, por sua vez, pode ser utilizada para criar entidades que tomam decisões coletivas onde as regras da organização ou corporação são impossíveis de burlar ou violar.  Isso também pode ser utilizado para criar novas modalidades de organização onde a participação é aberta a qualquer um que esteja disposto a investir uma quantia suficiente de criptomoeda para ter direito de acesso à organização.  A outra vantagem principal das organizações autônomas descentralizadas é que como o contrato gerencia automaticamente os fundos investidos, os participantes retêm completo controle sobre a verba que investem, pois ela não precisa ser repassada para um terceiro como um tesoureiro.  Em geral, organizações autônomas distribuídas buscam maximizar o controle de seus participantes sobre suas identidades e informações pessoais, o que pode ser visto como um problema por entidades governamentais interessadas em manter controle sobre transações entre indivíduos. 
Para que uma organização autônoma descentralizada possa funcionar sem intervenção humana, é necessário que a blockchain utilizada pela organização possa organizar contratos de complexidade arbitrária, de forma tal que qualquer conjunto de regras possa ser aplicado pelo contrato da organização.  Por esse motivo, a maioria das organizações autônomas descentralizadas existentes foram implementadas na plataforma Ethereum, pois ela implementa contratos inteligentes Turing-completos.

## Benefícios e Vantagens das DAOs

### Governança Coletiva e Descentralizada[10]
- Participação aberta: Em vez de a autoridade ficar concentrada em um pequeno grupo de executivos, cada membro tem a possibilidade de propor mudanças, sugerir novas iniciativas ou até mesmo alterar as regras de governança, desde que siga o processo definido pela DAO.
- Votação e consenso: A tomada de decisão acontece por meio de mecanismos de votação digital (geralmente incorporados ao contrato inteligente), onde cada token de governança ou cada membro tem direito a voto. Essa dinâmica tende a reduzir a influência de grupos centrais e facilita o surgimento de novas lideranças e soluções.
- Transparência na contagem de votos: Diferentemente de processos tradicionais (em que podem existir fraudes ou contagens questionáveis), a blockchain registra o voto de cada participante de forma transparente, eliminando intermediários e assegurando a integridade do processo eleitoral dentro da DAO.

### AmbienteTrustless(sem necessidade de confiança) ePermissionless(sem barreiras de entrada)[11]
- Trustless: As regras de funcionamento e distribuição de recursos são programadas em contratos inteligentes, reduzindo a dependência da confiança em indivíduos ou entidades centrais. Em vez de “confiar na pessoa”, confia-se no código e na segurança criptográfica.
- Permissionless: Em muitas DAOs, qualquer pessoa pode se envolver, bastando seguir os critérios técnicos ou de participação estabelecidos (por exemplo, adquirir o token de governança ou concluir determinado processo de registro). Isso amplia a base de colaboradores, incentivando a diversidade de pontos de vista e fomentando a inovação.

### Eficiência Operacional[12]
- Automação de processos: A execução de tarefas repetitivas (pagamentos, distribuição de recompensas, entre outros) ocorre de forma automática via contratos inteligentes, reduzindo burocracia e falhas humanas.
- Redução de intermediários: As DAOs eliminam a necessidade de intermediários como contadores, administradores e bancos para certas funções de gerenciamento, o que costuma diminuir despesas operacionais e agilizar processos.
- Escalabilidade de contribuições: Como o modelo é global e descentralizado, membros de diferentes locais podem contribuir simultaneamente. As contribuições são registradas, avaliadas e podem ser remuneradas de maneira transparente, promovendo maior engajamento.

### Alinhamento de Incentivos e Sustentabilidade[13]
- Tokens de Governança e Recompensas: Muitos projetos DAO criam tokens que representam participação ou poder de voto. Os participantes que contribuem para o desenvolvimento ou crescimento do projeto recebem esses tokens, alinhando interesses e gerando um ciclo de incentivo à colaboração.
- Economia Interna: Com um ecossistema próprio de tokens, algumas DAOs conseguem manter programas de financiamento para novas propostas, realizar pagamentos a membros ativos e até fomentar outras iniciativas que beneficiem o coletivo.
- Sustentabilidade a longo prazo: Quando bem planejada, a economia interna de uma DAO (tokenomics[14]) consegue equilibrar a oferta e demanda de tokens, garantindo que o projeto mantenha recursos para inovar e se adaptar às mudanças de mercado.

## Governança em DAOs
A governança em DAOs refere-se à forma como decisões são tomadas coletivamente pelos membros da organização. Geralmente, ela é implementada por meio de contratos inteligentes que permitem propor, discutir e votar em propostas de forma automatizada e transparente.
Existem diferentes modelos de governança adotados pelas DAOs:
- Governança baseada em tokens: O peso do voto de um membro é proporcional à quantidade de tokens que ele possui, promovendo um modelo de plutocracia.
- Governança baseada em reputação: O peso do voto depende da reputação acumulada pelo usuário na organização, incentivando uma abordagem meritocrática.
- Modelos híbridos: Combinam tokens e reputação para equilibrar os poderes de decisão, mitigando as limitações de cada sistema individual.

A governança on-chain busca maximizar a descentralização e a transparência, evitando a centralização de poder e aumentando a confiança entre os membros.

### Meritocracia, Plutocracia e Valocracia em DAOs
- Plutocracia: Em muitas DAOs, o poder de decisão é proporcional ao número de tokens possuídos pelos membros. Esse modelo, conhecido como plutocracia, é simples de implementar, mas apresenta desafios críticos. Ele tende a concentrar o poder nas mãos de poucos indivíduos ou entidades com maior capacidade financeira, comprometendo os princípios de descentralização e equidade. Participantes com menos recursos acabam com pouca ou nenhuma influência nas decisões, independentemente de suas contribuições para a comunidade.
- Valocracia: Em contraste, a valocracia é um modelo emergente que atribui poder de decisão com base no valor agregado pelos membros à organização, ao invés de sua riqueza financeira. Nesse sistema, a reputação on-chain, construída por meio de contribuições verificáveis e interações significativas, torna-se a principal métrica de influência. Esse modelo promove uma governança mais justa e meritocrática, incentivando a participação ativa e reconhecendo aqueles que impactam positivamente a DAO.

A transição da plutocracia para a valocracia representa um marco importante na governança das DAOs. Enquanto a plutocracia pode limitar a diversidade de vozes e favorecer interesses financeiros, a valocracia busca equilibrar o poder, priorizando aqueles que realmente contribuem para o crescimento e sucesso da organização.

### EIPs para DAOs
No ecossistema Ethereum, Ethereum Improvement Proposals (EIPs) são propostas técnicas que buscam aprimorar a rede, estabelecer padrões e introduzir novas funcionalidades. Algumas dessas EIPs são projetadas para fortalecer a governança descentralizada, garantindo maior transparência e participação ativa dos membros em Organizações Autônomas Descentralizadas (DAOs).
Um exemplo notável é a EIP-7787, proposta por 0xneves (Guilherme Neves) e Rafael Castaneda, que apresenta o conceito de governança degradável baseada em tokens soulbound. Essa proposta visa mitigar desafios como quórum de votação ineficiente, concentração de poder e ataques de governança ao introduzir um sistema onde o poder de voto é representado por tokens não transferíveis, cujo peso decai ao longo do tempo sem participação ativa do detentor.
A proposta estabelece a separação entre dois tipos de tokens:
- Token de Poder Político – não transferível e sujeito a um mecanismo de decaimento temporal, garantindo que apenas membros ativos mantenham influência na governança da DAO.
- Token de Poder Econômico – transferível e utilizado para fins financeiros dentro da organização.

## Reputação em DAOs
A reputação nas DAOs (Organizações Autônomas Descentralizadas) desempenha um papel essencial para qualificar e atribuir valor aos usuários na rede blockchain. Em essência, um usuário na blockchain é identificado por um endereço alfanumérico único (por exemplo: 0x0000000000000000000000000000000000000000). Para melhorar a usabilidade, é possível associar nomes a esses endereços por meio de serviços como o ENS (Ethereum Name Service) ou outros sistemas de nomenclatura, facilitando a identificação e interação entre os participantes.

## Exemplos

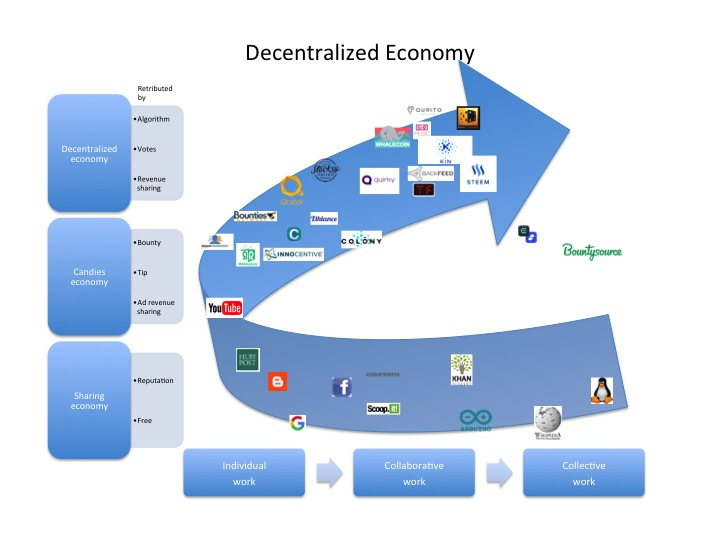
DAOs drive to decentralized economy. Tokens allow contribution to collective works micropayments and tracks metrics allow algorithmic measures of contribution utility.

Um exemplo proeminente de organização autônoma descentralizada é a criptomoeda Dash. A moeda opera um sistema de governança e elaboração de orçamento descentralizados, tornando-a a primeira organização autônoma descentralizada a ser criada.  Outros exemplos são a empresa digix.io, que vende ativos digitais segurados por ouro, a empresa BitShares, que opera serviços bancários, de investimentos e de comércio de valores utilizando a blockchain, e a mais proeminente de todas as organizações autônomas distribuídas, o fundo de investimentos coletivos conhecida meramente por The DAO.

### The DAO
A organização autônoma descentralizada conhecida por The DAO foi criada no ano de 2015 pelo programador Christoph Jentzsch. Ela tinha por intenção servir como um fundo de investimento coletivo, onde todos que contribuíssem dinheiro ao fundo teriam direito de voto sobre em quais investimentos os fundos deveriam ser aplicados. A organização ganhou proeminência inicial ao realizar a maior campanha de financiamento coletivo de todos os tempos para gerar seus fundos iniciais. Essa campanha, diferente de campanhas típicas de financiamento coletivo, foi realizada através de uma venda de tokens de participação na organização.
A DAO foi descrita por jornalistas como "uma mudança de paradigma na própria ideia de organização econômica, oferecendo completa transparência, controle total aos acionistas, flexibilidade sem precedentes, e governança autônoma." 
Em 17 de Junho de 2016, a The DAO sofreu um ataque que explorou vulnerabilidades de segurança no contrato inteligente da organização para dar controle de um valor de cerca de 50 milhões de dólares (cerca de 3.6 milhões de Ether, aproximadamente um terço dos fundos da The DAO) aos crackers.  Esse ataque levou eventualmente a uma divisão da criptomoeda Ethereum em duas criptomoedas diferentes: Ethereum e Ethereum Classic, tendo se tornado assim um marco na história da moeda, das criptomoedas em geral, e das organizações autônomas distribuídas.

### Lista de outras DAOs Notáveis
As Organizações Autônomas Descentralizadas (DAOs) têm ganhado destaque no ecossistema blockchain. Abaixo, algumas das DAOs mais notáveis:
| Nome            | Token  | Descrição | Situação    |
| --------------- | ------ | --- | ----------- |
| MakerDAO        | MKR    | Responsável pela criação da stablecoin DAI, cujo valor é atrelado ao dólar americano. A governança é realizada por detentores do token MKR, que votam em propostas para manter a estabilidade do DAI. | Operacional |
| Uniswap         | UNI    | Uma plataforma de troca descentralizada (DEX) que permite a negociação de tokens ERC-20. A governança é conduzida por detentores do token UNI, que podem propor e votar em mudanças no protocolo. | Operacional |
| Aave            | AAVE   | Um protocolo de empréstimo descentralizado que permite aos usuários emprestar e tomar emprestado criptomoedas. A governança é realizada por detentores do token AAVE, que podem influenciar decisões sobre o futuro do protocolo. | Operacional |
| Compound        | COMP   | Outro protocolo de empréstimo descentralizado, onde os detentores do token COMP podem participar da governança, votando em propostas que afetam o protocolo. | Operacional |
| ConstitutionDAO | PEOPLE | Exemplo de crowdfunding na Web3, que teve como objetivo específico comprar uma cópia original da Constituição dos Estados Unidos em um leilão da Sotheby's. Sem êxito no leilão, o grupo foi desfeito no mesmo mês de criação, deixando duas possibilidades de resgate para os colaboradores: reivindicar o token do DAO para a sua posse ou trocar seus tokens por Ether. | Dissolvido  |
| MoonDAO         | MOONEY | Focada na exploração espacial e na construção de uma presença humana sustentável fora da Terra. Seu objetivo é democratizar o acesso ao espaço, permitindo que membros da comunidade financiem e participem de missões espaciais. | Operacional |
| ENS DAO         | ENS    | é um sistema de nomeação de domínio criado na blockchain do Ethereum. O Ethereum Name Service permite que as letras e os números gerados aleatoriamente de um endereço Ethereum padrão sejam convertidos em palavras mais facilmente reconhecíveis, como o nome de uma pessoa ou marca.                                                                                    | Operacional |

## Desafios
A natureza única das organizações autônomas distribuídas impõe uma série de barreiras que precisam ser ultrapassadas para sua implementação bem-sucedida. Dessa forma, alicerçar o conhecimento sobre DAOs é importantíssimo para seu reconhecimento perante a sociedade. Visto que sua tesouraria influencia diversos projetos e ações sociais no dia a dia. 
Assim, as DAOs enfrentam desafios significativos. Uma das principais preocupações é a segurança. Falhas no código dos contratos inteligentes podem ser exploradas, como no ataque à "The DAO" em 2016, resultando em perdas financeiras substanciais. 
Além disso, há incertezas legais em torno das DAOs. Muitos países ainda não possuem regulamentações claras sobre sua legalidade, estrutura fiscal e responsabilidade jurídica. 
Outros desafios incluem a concentração de poder em grandes detentores de tokens, que podem exercer controle desproporcional nas votações, contrariando o princípio de descentralização. Também há barreiras técnicas, uma vez que a participação ativa pode exigir conhecimento avançado sobre criptomoedas e contratos inteligentes. Além disso, alterações nos contratos requerem consenso da comunidade, tornando difícil a correção de falhas rapidamente. 

### Legalidade
O status legal das organizações autônomas distribuídas é incerto.  No Brasil, uma organização é definida em termos de uma pessoa jurídica. Legalmente, uma pessoa jurídica é definida como "a unidade de pessoas naturais ou de patrimônio, que visa à consecução de certos fins, reconhecida pela ordem jurídica como sujeito de direitos e obrigações". A princípio, essa definição permitiria a classificação de organizações autônomas descentralizadas como pessoas jurídicas. Todavia, a legislação brasileira requer que a pessoa jurídica possa ser responsabilizada judicialmente, o que torna-se inviável com a estrutura descentralizada.  Por isso, muitos especialistas consideram que os maiores obstáculos ao avanço das organizações autônomas descentralizadas é jurídico. Nos Estados Unidos, instituições de funcionamento semelhante a organizações autônomas descentralizadas já foram consideradas exemplos de venda ilegal de títulos financeiros.  No Brasil, ainda não foi definida legislação específica sobre blockchains, mas especialistas consideram provável que transações em blockchains (como no caso do Bitcoin) serão alvo de tributação. Isso constitui um obstáculo para a propagação das organizações autônomas descentralizadas no território nacional.
Além disso, a maioria das organizações autônomas distribuídas opera em status supranacional, aproveitando que a natureza digital das organizações permite que os colaboradores de uma determinada organização não necessitem estar fisicamente presentes para que possam participar das decisões da organização. Isso levanta diversas questões sobre como governos e outros órgãos reguladores lidariam com organizações que por sua própria natureza não poderiam ser registradas como pertencendo a nenhum estado-nação. 

### Segurança
Uma vez que uma organização autônoma descentralizada começa a ser executada na blockchain, para que o código da organização seja alterado, devido à natureza da blockchain, é necessário que todos os membros da rede concordem em parar de executar a organização. A natureza descentralizada do sistema garante que basta que um membro da organização continue a executar a organização para que a organização continue a funcionar normalmente. Além disso, a verba em criptomoeda alocada para a organização está associada a uma determinada versão do contrato inteligente que a executa. Assim, para que o contrato possa ser alterado, todos os membros da organização precisam concordar em parar de executá-lo e consentir que seus fundos sejam transferidos para a nova versão do contrato.
Tendo em vista que o código de uma organização autônoma descentralizada é visível a todos, se esse código tiver falhas de segurança, torna-se trivial explorar essas falhas até que todos os membros da organização concordem em parar a organização e migrar para uma nova versão. 
Adicionalmente, a segurança de uma organização autônoma descentralizada depende da segurança da plataforma em que ela é executada. Se a blockchain onde a organização é executada permitir que usuários da organização executem operações que possam levar a brechas de segurança ou acesso indevido, então a organização automaticamente irá herdar as falhas de segurança da plataforma. Por esse motivo, o uso da plataforma Ethereum por organizações autônomas tem vários críticos, devido à grande complexidade da plataforma, e consequente dificuldade em garantir que a execução de código na plataforma seja segura.

### Engajamento social
Para que uma organização autônoma descentralizada funcione conforme planejado, é necessária a participação ativa de seus membros. Como não há um conselho centralizado realizando as decisões, torna-se essencial que os membros tomem responsabilidade pelas decisões da organização. A BitShares é um exemplo de uma organização autônoma descentralizada que já teve dificuldades com engajamento de seus membros, devido ao tempo e energia necessários para considerar propostas. 